# Blas Pérez González
Blas Pérez González (Santa Cruz de La Palma, 1898 - Madrid, 1978) était un juriste, professeur d’université, homme politique, auteur, académicien et directeur de revue espagnol. 
Issu d’un milieu conservateur des Canaries, Blas Pérez fit des études de droit, suivies d’un doctorat, à l’université de Madrid. Après avoir exercé comme auditeur dans la juridiction militaire, il s’engagea ensuite dans la carrière universitaire, devenant professeur titulaire de droit civil à l’université de Barcelone. Cependant, il reprendra, à la faveur de la proclamation de l’état de siège, du service comme auditeur militaire lors de la rude répression de la grève insurrectionnelle de 1934 en Catalogne. 
Cet antécédent, s’ajoutant à son anti-catalanisme et à ses sympathies notoires pour les militaires insurgés lui valurent, après le déclenchement du coup d’État de juillet 1936, d’être détenu à Barcelone (où le putsch avait échoué) et condamné à mort par un tribunal populaire ; réchappé grâce aux démarches d’amis, il plongea dans la clandestinité et ne réussit qu’après de longs mois à rejoindre la zone nationaliste, où il reçut une affectation dans le service juridique du quartier-général de Franco. 
À ce titre, il joua un rôle de premier plan, pendant et après la guerre civile, dans la répression franquiste, tant comme auditeur militaire que comme co-concepteur d’un catalogue de lois répressives. Nommé par Franco ministre de l’Intérieur en 1942, et bien que phalangiste relativement modéré, il collabora avec les agents nazis en Espagne et s’appliqua dans l’immédiat après-guerre à juguler toute forme d’opposition au régime. Limogé en 1957, après 15 années à la tête du ministère, il se voua depuis lors aux études juridiques, comme auteur, académicien et directeur de revue.

## Biographie

### Origines familales, formation et début dans la carrière universitaire
Blas Pérez González vint au monde à Santa Cruz de La Palma (sur l’île de La Palma, dans les Canaries), au sein d’une famille originaire de Villa de Mazo (petite ville sise plus au sud dans la même île) et profondément conservatrice, encore que son père, Juan Pérez Díaz, médecin connu et estimé sur l’île en raison de ses actions altruistes, en particulier lors de l’épidémie de peste de 1888, ait entretenu de bons rapports avec les milieux progressistes et qu’il ait eu des liens avec la franc-maçonnerie. Sa mère, María del Rosario González Déniz, appartenait à une famille palmera très en vue et vivant dans l’aisance après avoir fait fortune au Venezuela. Blas Pérez González, cadet d’une fratrie de quatre enfants, tomba orphelin de père à l’âge de 10 ans à peine.
Il suivit des études secondaires et obtint son baccalauréat d’abord à l’institut La Laguna, sur l’île de Tenerife, puis à Barcelone, avant d’entreprendre un cursus de droit à l’université centrale de Madrid, où il décrocha le prix extraordinaire de fin d’études et où il soutint également, en juillet 1927, sa thèse de doctorat en droit intitulée « El requisito de viabilidad del nacido en el Código Civil » (± l’exigence de viabilité du nouveau-né au regard du Code civil), qui fut sanctionnée par la mention « excellent » (sobresaliente). Il devint sur concours membre du Corps juridique militaire,, (où il devait être promu en 1958 au rang de général auditeur de l’armée de l’Air) et reçut une affectation à Larache, au Maroc, où il se joignit au groupe des « africanistes ». Au bout d’un bref passage à l’Auditorat de guerre de Santa Cruz de Tenerife en 1926, il s’en revint à Madrid pour y entamer une carrière universitaire sous l’égide du célèbre civiliste Felipe Sánchez-Román. Après avoir exercé pendant un peu moins d’un an comme assistant de la chaire de droit civil, il se porta candidat à la chaire homonyme de l’université de Barcelone, dont il devint sur concours titulaire en 1927, et devait aussi se voir confier le poste de doyen de la faculté de droit. Il ouvrit un cabinet d'avocat privé à Barcelone, ville où il contracta mariage avec Otilia Martín Bencomo, issue de la haute bourgeoisie de Tenerife, et où il devait résider jusqu’en 1936. Son peu de sympathie pour le gouvernement de Primo de Rivera lui valut, dans la phase finale de la dictature primorivériste, d’être incarcéré dans le château de Montjuïc, jusqu’à la proclamation de la Seconde République en 1931.

### Seconde République et coup d’État de juillet 1936
Le cours des événements et les réformes progressistes du biennat 1931-1933 de la Seconde République, dont en particulier l’autonomie catalane, étaient de nature à chagriner profondément Blas González, d’idées de plus en plus conservatrices et très attaché à l’ordre et au respect de la loi. Après que la grève insurrectionnelle de 1934, dont les centres de gravité s'étaient situés en Catalogne et dans les Asturies, eut été jugulée, un vaste processus de répression fut enclenché à Barcelone, dans le cadre duquel Blas Pérez González intervint comme auditeur de guerre, ayant en effet, en vertu de son appartenance au Corps juridique militaire et à la suite de la proclamation de l’état de guerre, repris le service actif en rejoignant, avec le grade de commandant, l’Auditorat de guerre. De plus en plus admirateur du général Franco, il agit diligemment et de façon percutante dans les procédures engagées pour faits de rébellion à l’encontre notamment des membres du Conseil de la Generalitat de Catalogne et de l’ancien président du gouvernement Manuel Azaña,,.
Réputé favorable au gouvernement cédiste du deuxième biennat de la République, et adversaire acharné du nationalisme catalan, il fut destitué de son poste de doyen de faculté au lendemain de la victoire du Front populaire en février 1936, quand même la protection de Felipe Sánchez-Román lui permit de poursuivre ses cours à la faculté de droit. Il s’affilia à la Phalange peu avant le coup d’État de juillet 1936 (ou seulement en 1937 selon d’autres sources) et se trouvait à Barcelone au moment où éclata la rébellion militaire. L’anarchie régnant à Barcelone dans les mois de juillet à septembre 1936, et la certitude que l’on avait des sympathies de Pérez González pour les insurgés, eurent pour effet qu’il fut démis de sa chaire universitaire par la Generalitat de Catalogne, puis appréhendé le 27 septembre et emmené à la tchéka de San Elías, dans la rue du même nom, où il fut condamné à mort le jour suivant par un tribunal populaire. Toutefois, grâce aux démarches entreprises par de puissants amis (selon la version officielle, quelques-uns de ses anciens élèves affiliés à la CNT, ou des quintacolumnistas, en plus de camarades comme le recteur Bosch Gimpera, Companys et Sánchez-Román, ou d’après d’autres témoignages par l’intervention d’amis francs-maçons), il fut bientôt remis en liberté. Ensuite, il plongea dans la clandestinité pendant 9 mois, jusqu’à ce qu’il pût s’échapper avec sa famille, au moyen d’un sauf-conduit délivré par le gouvernement républicain, à destination de Marseille en France, pour rejoindre, au bout d’un séjour au Venezuela (selon certaines sources), l’Espagne nationaliste,.

### Guerre civile et rôle dans la répression franquiste
Passé au camp insurgé, Pérez González fut affecté au service juridique du quartier-général de Franco, à Salamanque d’abord, à Burgos ensuite. En mai 1937 toutefois, et se trouvant alors à Burgos, où Franco avait établi son quartier-général, Pérez González — à l’instar des autres professeurs d’université et de tout membre de la fonction publique, et nonobstant que sa conduite en 1934, sa fuite de Barcelone et la caution apportée par des chefs de file franquistes tels que Serrano Suñer et Lorenzo Martínez Fuset aient dû suffire à étayer son allégeance au franquisme — sollicita qu’il soit dûment procédé à une enquête le concernant en vue de se voir reconnaître sa depuración (réhabilitation, certificat de fiabilité). Un résultat favorable de cette procédure était indispensable à l’obtention d’un poste de juriste au gouvernement ; ainsi qu’il était de rigueur, l’enquête ne se pencha pas seulement sur le passé professionnel de l’intéressé, mais s’attacha aussi à scruter tous les aspects intimes de Blas Pérez sur le plan social, politique ou religieux, en accordant une attention particulière à ses péripéties en zone républicaine, signe incontestable de son adhésion au régime. L’octroi de la depuración en 1938 au siège du gouvernement national marque le point de départ de sa rapide ascension au sein de l’État franquiste,.
En octobre 1939, il fut désigné membre du Conseil politique (Junta Política) du parti désormais unique FET y de las JONS,,, et assuma également à partir d’août 1939 la charge de délégué national de Justice et Droit au sein du même parti,,. En novembre 1938, il fut désigné procureur au Tribunal suprême, et intervint pendant quelque temps comme juge d'instruction, puis comme président, de la Causa General (dénomination complète Causa general instruida por el Ministerio Fiscal sobre la dominación roja en España, soit : Procès général instruit par le ministère public sur la domination rouge en Espagne),, enquête officielle commanditée par le ministère public sur les crimes politiques commis « dans la zone rouge » durant la Guerre civile. En 1941, la chaire de droit civil de l’université de Madrid, vacante depuis le départ en exil de son ancien maître Felipe Sánchez-Román, lui fut attribuée par « transfert ». Il joua un rôle décisif dans l’élaboration de La loi sur les responsabilités politiques de 1939, de la Loi de répression de la franc-maçonnerie et du communisme de 1940, et de la Loi sur la sûreté de l’État de 1941.

### Ministre de l’intérieur (1942-1957)
« Franquiste pur », notoirement partisan de José Luis Arrese, Plas Pérez s’impliqua dans les luttes politiques entre phalangistes soutenant Serrano Suñer et ceux de la mouvance d’Arrese. La faction de Serrano Súñer, appuyée par bon nombre d’anciens combattants de la Division Bleue alors en cours de rapatriement, s’affichait ostensiblement comme germanophile et belliciste, c’est-à-dire favorable à l’entrée en guerre de l’Espagne aux côtés de l’Axe ; la faction d’Arrese au contraire, secondée par Sánchez Mazas, Arias-Salgado, Manuel Valdés (au secrétariat général de la FET y de las JONS) et Blas Pérez González, se voulait plus neutre. La tension entre les deux groupes était telle qu’elle provoqua notamment un vif affrontement verbal entre le serraniste José Luna Meléndez et Pérez González. En août 1942, à la suite des dénommés incidents de Begoña, Franco décida de retirer à Serrano Suñer le portefeuille des Affaires étrangères et de nommer en septembre 1942 Pérez González ministre de l’Intérieur dans le 4e gouvernement franquiste,, auquel titre Blas Pérez dirigea l’appareil répressif de l’État contre les attaques tant de la gauche (maquis anti-franquiste, l’une de ses préoccupations majeures, PCE, CNT) que des milieux associés au pouvoir mais contestant le régime (monarchistes et Phalange radicale).
Durant la Seconde Guerre mondiale, malgré ses positions plus modérées, Blas Pérez González ne chercha certes pas à contrarier la tendance germanophile de la Phalange,. Ses bonnes relations avec la Gestapo lui permirent d’accroître l’efficacité des Forces de sécurité espagnoles. Il encourageait ses cadres supérieurs à suivre des formations dans la police allemande et fit en sorte qu’ils puissent faire le voyage en Allemagne à cet effet. Selon l’historien Manuel Ros Agudo, les « échanges d’information et la collaboration » entre la police espagnole et la Gestapo « continuèrent à se pratiquer sans difficulté majeure, au moins jusqu’à la fin de 1944 ». Blas Pérez González assistait avec assiduité aux cérémonies publiques où étaient conviées les autorités allemandes, n’entrava pas les activités des services secrets allemands en Espagne et ne cessa de croire, presque jusqu’à la fin, en la victoire de l’Axe,.
Au printemps 1947, le ministère de l’Intérieur fut mis à contribution lorsque le gouvernement eut adopté la Loi sur la succession, et qu’il s’agit ensuite de la faire approuver par un plébiscite au mois de juillet suivant. Le référendum, dont l’organisation avait été confiée à Blas Pérez, donna un résultat favorable à la proposition gouvernementale avec 93 % de voix pour, sur plus de 15 000 000 de votants. Bien que ne pouvant pas être considéré comme démocratique, le scrutin eut une grande répercussion internationale, laissant entendre en effet aux puissances victorieuses de la Seconde Guerre mondiale que le régime de Franco jouissait au moins d’un certain appui populaire,,.
Lors du remaniement ministériel de 1951, Pérez Gónzalez fut maintenu à son poste par Franco, en dépit de l’avis contraire de l’amiral Luis Carrero Blanco,. Pendant cette période, il exerça également comme ministre de l’Éducation nationale suppléant en absence du titulaire en 1954, et comme ministre secrétaire général du Mouvement par intérim en 1956. En février 1957, à l’occasion d’une nouvelle recomposition du cabinet, il fut limogé comme ministre,, après 15 années à son poste, et remplacé par le « dur » Camilo Alonso Vega, compagnon le plus ancien de Franco. Les événements dits « de 1956 », c’est-à-dire les échauffourées universitaires entre étudiants phalangistes et non-phalangistes de février 1956, servirent d’élément déclencheur de sa destitution,. Vers le milieu des années 1950, tandis que sévissait la « guerre des familles » au sein du régime (entre monarchistes, aperturistes, phalangistes et technocrates de l’Opus Dei), l’étoile de Pérez González avait commencé à se ternir. Outre les conflits à l’université, il y eut les tensions avec les phalangistes, la désaffection du pouvoir vis-à-vis d’Arrese, et l’inimitié de Carrero Blanco, aux yeux de qui Pérez González n’agissait pas avec toute la dureté nécessaire et qui, en alimentant des rumeurs sur un présumé passé de Pérez González dans la franc-maçonnerie, sut obtenir que Franco décide de le limoger le 25 février.
Cette même année, Pérez González déclina l’offre de prendre la tête du ministère nouvellement créé du Logement et de la Prévoyance sociale. Cette décision, qui est sans doute à mettre en rapport avec son éloignement des postulats phalangistes, mais qu’il justifia par son désir de se vouer à sa carrière universitaire et professionnelle, eut pour effet de susciter la méfiance de Franco, qui le fit surveiller et mettre son téléphone sur table d’écoute,,. Néanmoins, des années plus tard, Franco reconnut en présence de son cousin Pacón l’efficacité de l’action de Pérez González et formula ce jugement élogieux :

« le ministre de l’Intérieur don Blas Pérez González me paraît prodigieux ; il est le plus loyal et de grande valeur ; c’est un avocat de première ordre... J’ai beaucoup d’affection pour ce ministre. »

### Carrière ultérieure
Après sa destitution comme ministre, il fut fait, par désignation directe du chef de l’État — c’est-à-dire de Franco —, procureur aux Cortes franquistes, fonction qu’il remplira de mars 1943 à juin 1977.
Élu en 1949 membre titulaire de l’Académie royale des sciences morales et politiques, il s’abstint pourtant, de même que Ramón Serrano Súñer, de prendre possession de son fauteuil,. Président du conseil de rédaction de la revue de droit Revista de Derecho Privado, il figura parallèlement comme membre du Conseil suprême de la justice militaire et comme président du Conseil de codification du droit privé et du Code de juridiction de l’armée de l’Air. Désireux de rentabiliser ses contacts professionnels et son entregent dans les milieux économiques, il intervint aussi dans le monde de l’entreprise, entre autres au sein du Conseil de direction de la fondation Juan March, ainsi que comme président de Nora Ibérica S.A., et siégea au conseil d’administration de Lepanto S.A., de la Compañía Trasmediterránea, de la Compañía de Seguros Generales et de La Auxiliar de la Construcción S.A.,,,,.
Pérez González est l’auteur de nombreuses études juridiques, mais son ouvrage le plus marquant reste sans doute la traduction et annotation, en collaboration avec José Alguer Micó, de l’ouvrage Lehrbuch des Bürgerlichen Rechts de Ludwig Ennecerus, paru à Marburg en 1904, traduction publiée sous le titre Tratado de Derecho Civil aux éditions Bosch (1935).
Aprè sa mort, survenue le 7 février, l’avenue Marítima dans sa ville natale de Santa Cruz de La Palma fut rebaptisée en son honneur Avenida Blas Pérez González, jusqu’à ce que la municipalité décide de restaurer son appellation antérieure ; cependant, il subsiste à l’entrée du port un rond-point appelé de son nom, où se dressait naguère aussi un petit monument en son honneur, mais qui fut enlevé en 2016. D’autres localités de l’île de La Palma ont baptisé de son nom un certain nombre de rues.

## Inculpation posthume de crimes contre l’humanité et de détention illégale
En 2008, Blas Pérez González fut l’un des 35 hauts gradés du franquisme mis en accusation par l’Audience nationale dans le cadre de la procédure engagée par le juge Baltasar Garzón pour délits présumés d’incarcération illégale et de crimes contre l'humanité commis au cours de la guerre civile et des premières années du régime de Franco. Toutefois, le juge déclara éteinte la responsabilité pénale de Pérez González, après qu’il eut reçu notification de son décès dûment certifié, survenu plusieurs décennies auparavant,. L’instruction de cette affaire fut à ce point polémique que Garzón vint à être inculpé lui-même de prévarication et dut passer en jugement ; cependant, il fut acquitté par le Tribunal suprême.

## Œuvre
Blas Pérez González est l’auteur entre autres des publications suivantes :
- Préface à Responsabilidades civiles y políticas de Luis Benitez de Lugo y Reymundo, Editorial Bosch, Barcelone, 1940.
- Memoria elevada al Gobierno Nacional en la solemne apertura de los tribunales, Instituto Editorial Reus, Madrid, 1940.
- « El método jurídico », Revista de Derecho privado, Editoriales de Derecho Reunidas, no 26,‎ 1942, p. 21.
- « El requisito de la viabilidad », Revista de Derecho privado, Editoriales de Derecho Reunidas, vol. XXVIII,‎ avril 1944, p. 273 - 301.
- Discursos Políticos.
- La extensión del derecho real de hipoteca (1944).
- Política sanitaria nacional (1950).
- Tratado de Derecho Civil (9 tomes) de Ludwig Ennecerus, Kipp & Wolf (traduction et annotations, en collaboration avec José Alguer), Barcelone, 1947.
- Programa de Derecho Civil: Derechos Reales y Derecho Hipotecario, Madrid, 1959[39],[1].

## Récompenses et décorations
Le 1er octobre 1954, à l’occasion du Jour du Caudillo, la médaille d’or de la Jeunesse fut décernée à l’archevêque de Santiago, Fernando Quiroga y Palacios, et aux éminents phalangistes José Antonio Girón, Blas Pérez González et Emilio Rodríguez Tarduchy.
Pérez González se vit octroyer les décorations suivantes :
- Chevalier grand-croix de l’ordre de Saint-Lazare de Jérusalem ;
- Chevalier grand-croix de l’ordre de Charles III d'Espagne ;
- Chevalier grand-croix de l’ordre d'Isabelle la Catholique ;
- Grand-croix de l’ordre du Mérite militaire ;
- Grand-croix de l’ordre du Mérite naval ;
- Grand-croix de l’ordre de Bienfaisance ;
- Grand-croix de l’ordre de Raymond de Penyafort[3] ;
- Grand-croix de l’ordre d’Alphonse X le Sage ;
- Médaille d’or de la ville de Ségovie, de Madrid et de Santa Cruz de La Palma[1].